# بزرگراه ۴۸ انتاریو
بزرگراه ۴۸ انتاریو (انگلیسی: Ontario Highway 48) بزرگراهی در شبکه بزرگراه‌های استانی انتاریو در جنوب انتاریو است.